# Lokálka (hudební skupina)
Lokálka je česká parodicko-satirická folková a countryová skupina. Vznikla v roce 1974 v Hradci Králové.
Ve své tvorbě paroduje především různé písně z oblasti country music, popmusic a dalších žánrů. Kromě toho má i svoji vlastní původní tvorbu. Jedná se především o písničky, které skládal kapelník souboru Ladislav Straka. Společně se skupinou Barel rock patří mezi hudební uskupení z tzv. humoristicko recesistické větve českého folku.[zdroj?] Skupina hraje na countryových, trampských, folkových, jazzových, rockových i folklórních festivalech.
V červnu 2009 zemřel kapelník Ladislav Straka a v dubnu 2022 zemřel konferenciér a zpěvák Václav Souček.

## Složení kapely
- Ladislav Straka – kapelník
- František Zapadlo – zpěv
- Ladislav Hübelbauer – baskytara, zpěv
- Jiří Pirner - banjo,  zpěv
- Přemysl Dolan – elektrická kytara, zpěv
- Radek Novák – kytara, akordeon, zpěv

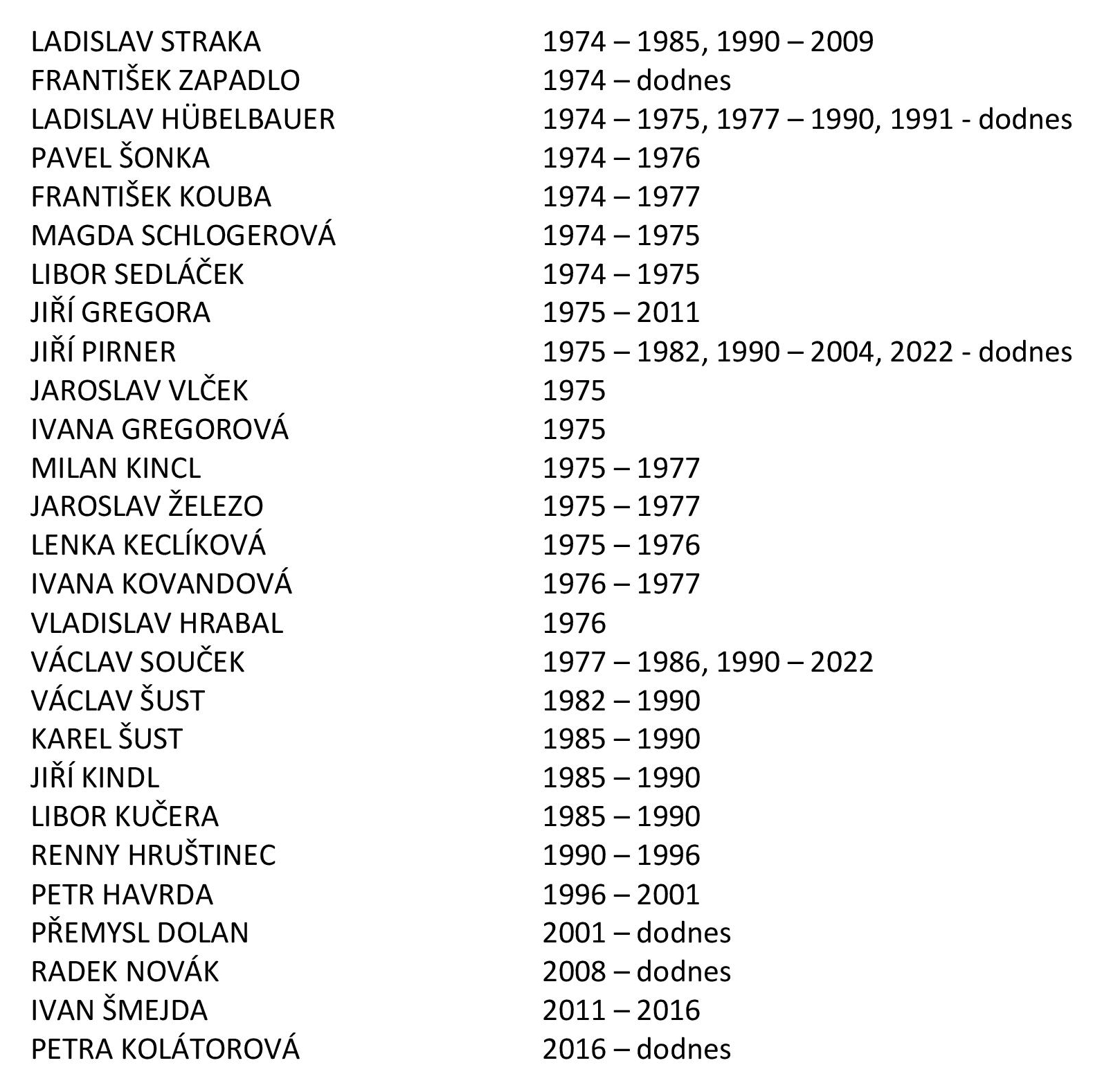
Muzikanti Lokálky od r. 1974

- Petra Kolátorová – klávesy, zpěv

## Diskografie
- Tragedy country – 1992 (GZ Loděnice)
- Jak nám zobák narost – 1994 (GZ Loděnice)
- Císařský řez – 1996 (GZ Loděnice)
- Co dům dal – 1998 (GZ Loděnice)
- Archivní ročník 1974 – 2002 (Casey)
- CD Svět(l)u vstříc - 2015 (Casey)